# Diósdi Római-barlang
A Diósdi Római-barlang a Tétényi-fennsíkon, a Duna–Ipoly Nemzeti Parkban, a Tétényi-fennsík Természetvédelmi Területen található egyik barlang.

## Leírás
A Tétényi-fennsíkon, a Tétényi-fennsík Természetvédelmi Területen, a diósdi Léda utca mellett lévő felhagyott és rekultivált kőfejtő bányaudvarának délnyugati oldalán, a kőfejtő sziklafalának tetején, kis párkányon van 3 méter széles és 1,33 méter magas bejárata. A barlang középső miocén szarmata mészkőben alakult ki. A réteglap síkját követő korrózió következtében képződött. A felszínhez közel jött létre a barlang, felette körülbelül egy méter vastag a kőzet.
Egyszintes és vízszintes barlang. Nincsenek benne képződmények, falai majdnem mindenhol feketék a koromtól. A barlang hossza 13,6 méter, mélysége 0,2 méter, magassága 1,3 méter, függőleges kiterjedése 1,5 méter és vízszintes kiterjedése 8,6 méter részletes felmérés alapján. A nehezen megközelíthető barlang szabadon látogatható. Megtekintése barlangjáró alapfelszereléssel és könnyű mászással megoldható. A barlang illetékes természetvédelmi hatósága a Duna–Ipoly Nemzeti Park.
Halász Árpád egy diósdi idős embertől hallott történetet jegyzett fel róla, amely szerint régen remete lakott benne és a remete csodás dolgokat szokott mesélni a szakállasokkal vívott nagy csatákról. A remete a faluba járt élelemért és egy közeli forrásból szerzett vizet, amíg el nem tűnt nyomtalanul a környékről. Helyiek szerint valószínűleg egy szökött török muzulmán volt, aki a barlangban bújt el üldözői elől. Néha látták, hogy turbánban ül a sziklán és kelet felé fordulva imádkozik.
Előfordul a barlang az irodalmában Diósdi „Római” barlang (Bertalan 1976), diósi „Római”-barlang (Kordos 1984), Római-barlang (Bertalan 1976) és Római barlang (Halász 1963) neveken is. 2005-ben volt először Diósdi Római-barlangnak nevezve a barlang az irodalmában.

## Kutatástörténet
Kőbányászat során tárult fel a barlang. 1941. július 20-án Halász Árpád járt benne és mérte fel a barlangot. Ekkor megrajzolta a barlang alaprajz térképét és a barlangról fényképeket készített. Őskori és népvándorláskori edénytöredéket talált az üregben. 1963-ban készült kéziratában javasolta, hogy a barlang neve Római barlang legyen, mert a barlang előtt haladt el egykor egy kis római út. A kéziratban van egy térképvázlat, amelyen látható a barlang földrajzi elhelyezkedése.
Az 1976-ban befejezett, Magyarország barlangleltára című kéziratban az olvasható, hogy a Budai-hegyekben, Diósdon elhelyezkedő Diósdi „Római” barlang (Római-barlang) 13 m hosszú és 1,7 m magas. Diósd templomától 275°-ra, 1 km-re, a homokbányától 1 km-re lévő kőfejtő peremén található a rétegrés jellegű barlang rétegrés bejárata. A kézirat Halász Árpád 1963. december 18-án írt kézirata alapján lett írva.
Az 1984-ben megjelent, Magyarország barlangjai című könyv országos barlanglistájában szerepel a Budai-hegységben lévő barlang diósi „Római”-barlang néven. A listához kapcsolódóan látható a Dunazug-hegység barlangjainak földrajzi elhelyezkedését bemutató 1:500 000-es méretarányú térképen a barlang földrajzi elhelyezkedése. 2005-ben Gazda Attila mérte fel a Diósdon lévő barlangot, majd 2005. március 5-én a felmérés alapján megszerkesztette a Diósdi Római-barlang alaprajz térképét és két keresztmetszet térképét. Az alaprajz térképen, amelyen látható az É-i irány, megfigyelhető a két keresztmetszet elhelyezkedése a barlangban.